# Carpathonesticus biroi
Carpathonesticus biroi  (лат.) — вид мелких пауков рода Carpathonesticus из семейства пауков-нестицидов (Nesticidae). Румыния.

## Описание
Длина просомы самцов до 2 мм (просома самок от 1,6 до 2,2 мм). Опистосома серая, просома бледно-жёлтая с тёмным узором. Обнаружены в пещерах. 
Вид Carpathonesticus biroi был впервые описан в 1895 году польским арахнологом профессором Владиславом Кульчинским (Władysław Kulczyński; 1854-1919) под первоначальным названием Nesticus biroi. Таксон C. biroi включён в состав рода Carpathonesticus Lehtinen & Saaristo, 1980 (вместе с таксонами C. lotriensis Weiss, 1983, C. cibiniensis Weiss, C. mamajevae Marusik, 1987, C. menozzii (Caporiacco, 1934), C. eriashvilii Marusik, 1987, C. galotshkai Evtushenko, 1993, C. hungaricus (Chyzer, 1894), C. paraavrigensis (Weiss, 1981), C. fodinarum  (Kulczynski, 1894) и другими).